# Easy Project
Easy Project (také jako Easy Redmine) je open source software pro řízení projektů. Je produktem společnosti Easy Software, která sídlí v Praze a kromě České republiky má své pobočky také v Maďarsku a Velké Británii. Společnost dodává tento software do 80 zemí světa.

## Historie
Easy Software, společnost stojící za Easy Project, byla založena v roce 2006 Filipem Morávkem. Morávek působí jako generální ředitel společnosti a zároveň je zakladatelem Nadace Plné Vědomí.
V roce 2008 společnost uvedla na trh produkt pro řízení projektů s otevřeným zdrojovým kódem (open source) založený na Redmine, který obsahoval moduly pro řízení financí projektů – Easy Project.
V roce 2010 společnost poprvé prodala své služby do zahraničí, a to do Nizozemska.
V roce 2014 byly do Easy Project přidány integrované moduly pro kompletní životní cyklus projektu, stejně jako rozšíření HelpDesk a CRM. V roce 2016 byly přidány funkce Ganttův diagram, Resource management (řízení zdrojů), WBS, CRM, Earned Value a Risk management (řízení rizik).
V roce 2019 spustila firma Easy Software novou verzi svého vlajkového produktu Easy Project na tuzemském trhu. Cílila jím především na střední a velké firmy, které řeší otázku efektivní správy projektů. Vedlo toho vznikla i jednodušší verze softwaru pro menší společnosti, pro které byl dosud Easy Project zbytečně složitý.
V roce 2021 byl vydán Easy Project 11 s mobilní aplikací a funkcemi Rails 6, Ruby 3.0, Sidekiq B2B CRM. V roce 2022 dodával Easy Software svůj produkt do 70 zemí světa. V roce 2023 byl ve spolupráci s certifikovaným expertem Scrum.org vydán Easy Project 13.

## Přehled
Easy Project je komplexní nástroj pro řízení projektů, který umožňuje jak tradiční vodopádový model řízení projektů, tak agilní přístupy, a to buď samostatně nebo v kombinaci. Easy Project je dostupný v různých formátech hostingu – veřejném a soukromém cloudu, stejně jako na lokálních serverech zákazníka. Easy Project zahrnuje kompletní spektrum procesů projektového řízení, od počátečního plánování, přes implementaci a realizaci projektu, až po podporu prostřednictvím helpdesku. Dále aplikace Easy Project zahrnuje různé nástroje a technik, jako je řízení rizik, správa zdrojů, vytváření myšlenkových map a Ganttových diagramů. Kromě toho obsahuje modul CRM, který je specificky zaměřen na B2B segment a zahrnuje správu vztahů s partnery a řízení partnerské sítě.
Novinkou ve verzi Easy Project 13 je integrace s GitLabem, systémem pro správu zdrojového kódu a s MediaWiki, platformou stojící za Wikipedií. Tato integrace rozšiřuje možnosti Easy Projectu o funkce znalostní databáze.
Easy Project využívají mimo jiné kazašská státní správa, společnosti Bosch, Zentiva, Innogy, Ministerstvo zahraničních věcí ČR, Axa, RTL Radio Berlin, Continental a Ogilvy.
Společnost má centrálu v Praze, pobočku v Londýně a má v týmu více než 70 pracovníků a více než 3 000 zákazníků.